# Nordkoreanische Fußballnationalmannschaft (U-17-Junioren)
Die nordkoreanische U-17-Fußballnationalmannschaft ist eine Auswahlmannschaft nordkoreanischer Fußballspieler. Sie unterliegt dem nordkoreanischen Fußballverband und repräsentiert ihn international auf U-17-Ebene, etwa in Freundschaftsspielen gegen die Auswahlmannschaften anderer nationaler Verbände, bei U-16-Asienmeisterschaft und U-17-Weltmeisterschaften.
Die Mannschaft wurde 2010 und 2014 Asienmeister sowie 2004 und 2006 Vize-Asienmeister.
Bislang konnte sie sich dreimal für die Weltmeisterschaft qualifizieren. 2005 verlor sie im Viertelfinale gegen den amtierenden Weltmeister und späteren Finalisten Brasilien. 2007 in Südkorea unterlag sie im Achtelfinale gegen den späteren Vize-Weltmeister Spanien. 2011 schied sie in der Vorrunde aus, wobei sie mit dem späteren Weltmeister Mexiko in einer Gruppe spielte.

## Teilnahme an U-17-Weltmeisterschaften
(Bis 1989 U-16-Weltmeisterschaft)
| 1985 | nicht teilgenommen |
| 1987 | nicht qualifiziert |
| 1989 | nicht qualifiziert |
| 1991 | nicht qualifiziert |
| 1993 | nicht qualifiziert |
| 1995 | nicht qualifiziert |
| 1997 | nicht qualifiziert |
| 1999 | nicht qualifiziert |
| 2001 | nicht qualifiziert |
| 2003 | nicht qualifiziert |
| 2005 | Viertelfinale      |
| 2007 | Achtelfinale       |
| 2009 | nicht qualifiziert |
| 2011 | Vorrunde           |
| 2013 | nicht qualifiziert |
| 2015 | Achtelfinale       |
| 2017 | nicht qualifiziert |
| 2019 | nicht qualifiziert |
| 2021 | –                  |
| 2023 | nicht qualifiziert |

## Teilnahme an U-16-Asienmeisterschaft
| U-16-Asienmeisterschaft  | U-17-Asienmeisterschaft  |
| ------------------------ | ------------------------ |
| 1985: nicht teilgenommen |                          |
| 1986: 4. Platz           |                          |
| 1988: Vorrunde           |                          |
| 1990: nicht qualifiziert |                          |
|                          | 1992: 4. Platz           |
|                          | 1994: nicht qualifiziert |
|                          | 1996: nicht qualifiziert |
|                          | 1998: Vorrunde           |
|                          | 2000: nicht qualifiziert |
|                          | 2002: nicht qualifiziert |
|                          | 2004: 2. Platz           |
|                          | 2006: 2. Platz           |
| 2008: nicht qualifiziert |                          |
| 2010: Asienmeister       |                          |
| 2012: Vorrunde           |                          |
| 2014: Asienmeister       |                          |
| 2016: Halbfinale         |                          |
| 2018: Viertelfinale      |                          |
|                          | 2023: nicht teilgenommen |